# Jo Dreiseitel
Josef „Jo“ Dreiseitel (* 11. März 1952 in Gernsheim) ist ein deutscher Politiker (Bündnis 90/Die Grünen).
In Rüsselsheim war Dreiseitel Sozialdezernent und von 2006 bis 2012 Bürgermeister. 2011 unterlag er im zweiten Wahlgang der Rüsselsheimer Oberbürgermeisterwahlen seinem Gegenkandidaten Patrick Burghardt (CDU). Bei der Landtagswahl in Hessen 2013 kandidierte er für die Grünen im Wahlkreis Groß-Gerau I, wo er 12,3 % der Erststimmen erzielte. Am 18. Januar 2014 wurde Dreiseitel auf Vorschlag von Bündnis 90/Die Grünen Hessen durch den Ministerpräsidenten Volker Bouffier zum Staatssekretär für Integration und Antidiskriminierung im von der CDU geführten Sozial- und Integrationsministerium im Kabinett Bouffier II ernannt. Während der Ausübung seines Amtes, das er am 30. September 2017 aus gesundheitlichen Gründen niederlegte, wurde im Ministerium die Abteilung für Antidiskriminierung geschaffen. Zu Dreiseitels Nachfolger wurde Kai Klose bestellt.